# Girardinichthys multiradiatus
Girardinichthys multiradiatus là một loài cá thuộc họ Goodeidae. Nó là loài đặc hữu của México. 
Nó là loài khó nuôi thành công trong bể cá. Chúng là loài cá sống trong nước lanh ở vùng núi của Mexico. Chúng nhạy cảm nhiệt độ một cách khó tin. G. multiradiatus là một loài cá đẹp. Con cái dài khoảng 3 inch còn con đực dài 2,5 inch.